# Insulinanalogon
Ein Insulinanalogon (auch Kunstinsulin oder Analoginsulin genannt) ist ein mit dem menschlichen Insulin strukturell und von der blutzuckersenkenden Wirkung her funktionell verwandtes, künstlich hergestelltes, patentiertes Protein (Insulinabkömmling, Insulinderivat).  Die verschiedensten pharmazeutisch wirksamen Insulinanaloga (Insulinanaloga = Mehrzahl von Insulinanalogon) wurden von der Insulinindustrie hergestellt und auf den Markt gebracht. Insulinanaloga sollen Nachteile bisheriger Insulinpräparate bei der Behandlung des Diabetes mellitus ausgleichen – aktuell werden Insulinanaloga mit schnellerer und kürzerer Wirkung sowie solche mit längerer Wirkung eingesetzt. Insulinanaloga werden gentechnologisch hergestellt. Ihre Anwendungssicherheit ist schon früh  angezweifelt worden.
Ihre therapeutische Überlegenheit ist nicht klar erwiesen. Eindeutig erwiesen sind ihre höheren Preise (verglichen mit unmodifiziertem natürlichem Insulin) und die dadurch gestiegenen finanziellen Belastungen für die Patienten bzw. Krankenversicherungen. Erwiesen sind auch diverse unterschiedliche biologische Wirkungen im Vergleich zum natürlichen Insulin.